# いちはら子ども未来館
いちはら子ども未来館（いちはらこどもみらいかん）は、千葉県市原市更級に、市原市が設置する予定の子育て支援拠点施設。2024年（令和6年）4月の開業を予定している。

## 概要

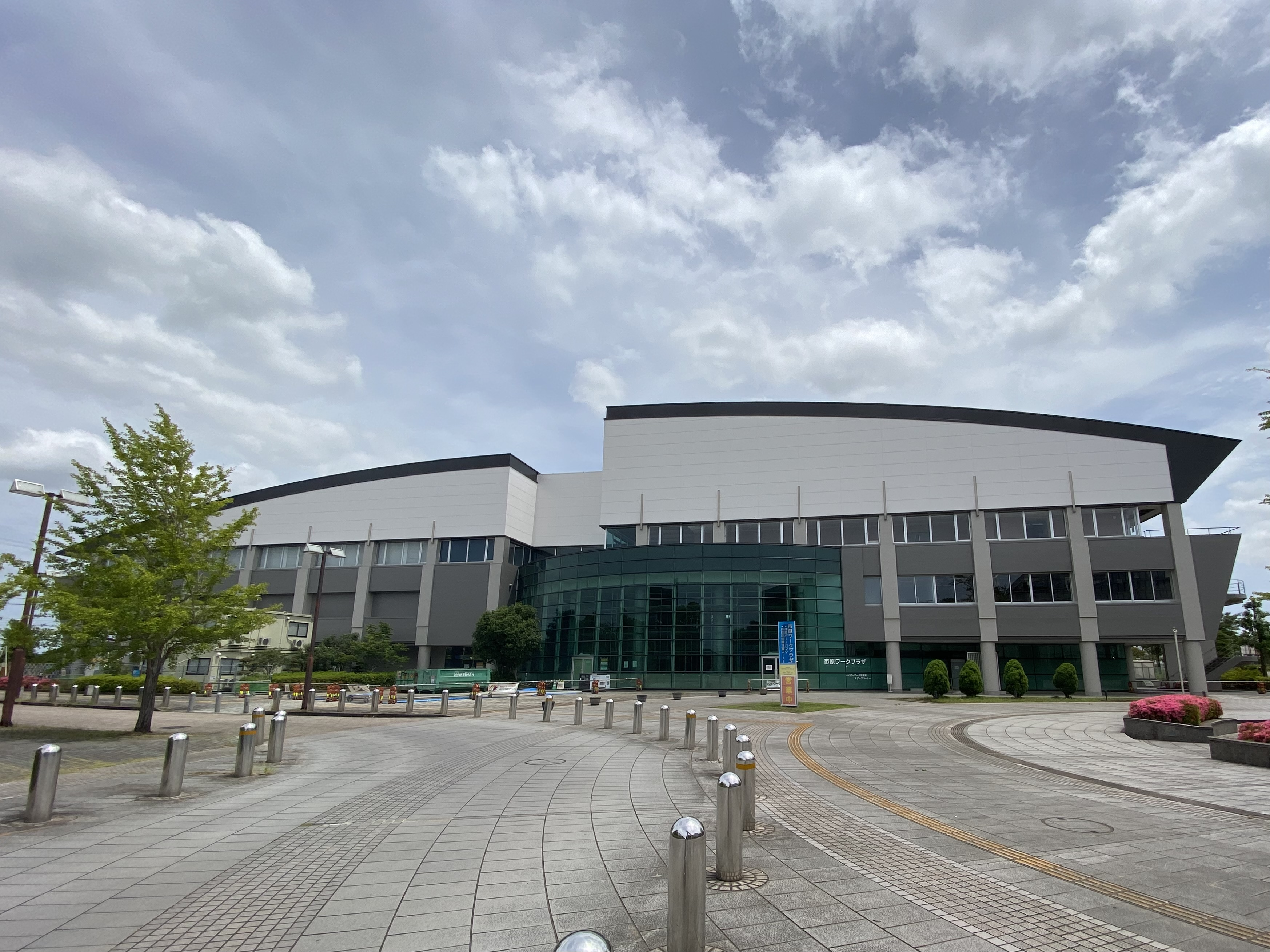
正面

いちはら子ども未来館は、全て子どもに遊びや学びの場を提供するとともに、子育て・子育ちの拠点施設で整備するものである。本施設の管理運営については、指定管理者制度を導入する予定となっている。

## 沿革
- 1996年（平成8年）5月20日 - 市原市勤労会館開業[4]。
- 2013年（平成25年）4月1日 - 上総更級公園（市原市総合公園）開園[5]。
- 2021年（令和3年）12月 - 市原市勤労会館利活用方針案議会説明実施。
- 2022年（令和4年）
  - 2月 - 方針確定[3]。
  - 7月 - 改修工事開始（工事中は休館）[3]。
- 2024年（令和6年）
  - 1月 - 子育てネウボラセンターを建物内に移転予定[1]。遊具等設置予定[3]。
  - 4月 - 全面供用開始予定[3]。

## 施設

### 敷地
敷地の詳細は以下の通りである。
| 所有者     | 市原市                       |
| 所在地     | 千葉県市原市更級5丁目1番地18 |
| 敷地面積   | 6,138 m2                     |
| 用途地域   | 第二種住居地域               |
| 防火地域   |                              |
| 指定建蔽率 | 60%                          |
| 指定容積率 | 200%                         |
| 取得価格   | 2,641,740,000円              |

### 建物
敷地内の物の詳細は以下の通りである。
| 棟番号 | 棟名称   | 構造 | 階数 | 階数 | 延床面積    | 建築年 | 耐震情報 | 耐震情報   | 備考 |
| 棟番号 | 棟名称   | 構造 | 地上 | 地下 | 延床面積    | 建築年 | 基準     | 診断       | 備考 |
| ------ | -------- | ---- | ---- | ---- | ----------- | ------ | -------- | ---------- | ---- |
| 001    | 勤労会館 | RC造 | 4    | 0    | 5,339.00 m2 | 1995年 | 新基準   | 耐震性あり |      |

## 市原市勤労会館 (youホール)
市原市勤労会館（いちはらしきんろうかいかん）は、千葉県市原市更級にある産業系施設。愛称はyouホール（ユーホール）。いちはら子ども未来館の設置に関して、当施設を転用することが決定しており、現在は休館中である。
1996年（平成8年）5月20日に、勤労者の福祉に寄与することを目的に開館したが、近年では周辺の総合公園等の公共施設や大規模商業施設の開発に伴い、子育て世代を集客する立地環境となった。それ以外にも、設置目的の希薄化や利用者の減少や働き方の変化などにより、施設の在り方について議論されていた。

## 近隣施設
- 市原市立中央図書館
- 市原市保健センター
- 市原市立五井小学校
- 上総更級公園
- アリオ市原
- 五井東ショッピングセンター
- アクロスプラザ市原更級

## アクセス

### 公共交通機関
- 小湊鐵道バス「保健センター・Youホール前」で下車、五井駅方面行側停留所の目の前。

### 高速道路
- 館山自動車道「市原IC」から車で4分

### 各施設
- 五井駅から徒歩16分。
- アリオ市原から徒歩5分。